# Folke Hjalmers
Folke Hjalmers, född 1940 i Helsingborg, är en svensk civilingenjör.
Hjalmers avlade civilingenjörsexamen 1965 vid Chalmers tekniska högskola i Göteborg och blev teknologie licentiat vid samma lärosäte 1974. Han var från 1980 högskoledirektör och förvaltningschef vid Chalmers. Hjalmers invaldes 1984 som ledamot av Ingenjörsvetenskapsakademien, där han 1973–1980 varit akademisekreterare.